# Manus lagbok
Manus lagbok (Manava-dharmashastra, Manusamhita eller Manusmrti), en indisk lärobok i sedvanerätt. Det förstnämnda namnet härleds till den i Indien i senare tid uppkomna uppfattningen, att den skulle härleda sig från Manu.
Ursprungligen betyder namnet "Manava-skolans lagbok", emedan den uppstått och bevarats inom kretsen av den indiska skola eller sekt, som kallas Manava, en underavdelning av Maitrayaniya-skolan. I sin nuvarande poetiska form torde Manus lagbok knappast vara äldre än början av vår tidräkning. Men den grundar sig på motsvarande, i prosaisk form avfattade dharmasutra, lagregler, som jämte andra läroböcker med samma namn (sutra), utgjorde Manavaskolans heliga skrifter (kanon, alltså tillhörande Veda). 
Manus lagbok, liksom andra dylika i poetisk form avfattade läroböcker
(ex.vis "Vishnusmrti"), är en lärobok i sedvanerätt och söker i korta rytmiska satser framställa grundvalarna för den sociala världsordningen från ortodox hinduisk ståndpunkt. Lagboken består av 12 böcker av följande innehåll:
1. skapelsehistoria (jämte innehållsförteckning),
2. uppfostran,
3. äktenskapet,
4. hushållning,
5. levnadssättet i hemmet,
6. eremitlivet i skogen,
7. regeringen,
8. den juridiska rätten,
9. den juridiska rätten,
10. kastväsendet,
11. synd och bot,
12. själavandring (samsara) och befrielse (moksha).

## Exempel och citat ur lagboken
- Anfall inte den som sover, är utan sin rustning, är naken, har förlorat sina vapen, den som bara är åskådare och inte strider, den som kämpar med en annan man.
- Anfall inte från en stridsvagn den som står på marken, inte en eunuck eller den som ber med knäppta händer eller har löst sitt hår eller som sitter eller som säger "jag ger mig"

## Utgivning
Den är utgiven av Haughton (med engelsk översättning 1825), Loiseleur Deslongchamps (med fransk d:o, 1832-1838) och av Jolly, "Manava dharmashastra. The code of law" (1884). De viktigaste översättningarna är Burnells och Hopkins "The ordinances of Manu" (1884) och Bühlers "Manu" (i "Sacred books of the East", band XXV). Om den indiska rätten och dess historiska utveckling jfr framför andra Bühlers framställning i inledningarna till "Sacred books of the East", band II, XIV och XXV, samt arbeten av Jolly, bland vilka den viktigaste är "Recht und sitte" (i Bühlers "Grundriss" II).